# Magnano in Riviera
Magnano in Riviera (furlansko Magnan) je občina v nekdanji Pokrajini Videm v avtonomni deželi Furlaniji - Julijski krajini. Občina ima 2.248 prebivalcev. 

## Naselja
- Billerio / Biliris
- Borgo Zurini / Borc Çurin
- Bueriis
- Prampero / Prampar
- Venchieredo / Vencjarêt